# Carlos Badal
Carlos Badal Andani (* 22. Januar 1999 in Castelló de la Ribera) ist ein spanischer Fußballspieler.

## Karriere

### Verein
Badal begann seine Karriere beim FC Valencia. Im Februar 2016 spielte er gegen den FC Chelsea erstmals für die U-19-Mannschaft in der UEFA Youth League. Im Oktober 2017 debütierte er für die B-Mannschaft von Valencia in der Segunda División B, als er am achten Spieltag der Saison 2017/18 gegen den CD Alcoyano in der 53. Minute für Pablo Seguí eingewechselt wurde. Bis Saisonende kam er zu drei Einsätzen in der dritthöchsten spanischen Spielklasse. Im September 2018 stand er am zweiten Spieltag der Saison 2018/19 gegen den CD Teruel erstmals in der Startaufstellung von Valencia Mestalla.
Im Februar 2019 wechselte er leihweise nach Österreich zum Zweitligisten SK Austria Klagenfurt. Im April 2019 debütierte er für Klagenfurt in der 2. Liga, als er am 22. Spieltag gegen den SV Horn in der 66. Minute für Marc Ortner eingewechselt wurde.
Nach dem Ende der Leihe wechselte er im August 2019 innerhalb Spaniens zum Drittligisten FC Orihuela.

### Nationalmannschaft
Badal spielte zwischen 2014 und 2015 für die spanische U-16-Auswahl.